# 볼리겐역
볼리겐역(독일어: Bahnhof Bolligen)은 스위스 베른주 볼리겐에 있는 기차역이다. 베른-졸로투른 지역교통의 1,000mm 미터궤 보르프 도르프-보르프라우펜선의 중간 정차역이다.

## 운행편
다음 서비스는 볼리겐에서 정차한다.
- 베른 S-반 S7 : 베른과 보르프 도르프 사이에서 15분 간격으로 운행한다.